# Batalla de Yataytí Corá
La Batalla de Yataity Corá 
tuvo lugar entre los días 10 y 11 de julio de 1866 en el palmar de Yatayty Corá (Corral de palmas chicas), (Paraguay) entre las tropas argentinas y paraguayas en el marco de la guerra de la Triple Alianza.

## Antecedentes
En 1866, segundo año de la guerra, los aliados pasaron a la ofensiva y el 16 de abril de ese año el general Bartolomé Mitre cruzó el río Paraná por el Paso de Patria al frente de un ejército de 60 000 hombres y ya en territorio paraguayo avanzó sobre la fortaleza de Humaitá.
Después de las batallas de Paso de Patria y de Estero Bellaco (2 de mayo), los paraguayos se replegaron. Mitre ordenó la persecución pero el avance fue cauteloso ya que el territorio era prácticamente intransitable y no había mapas confiables. Del mismo modo, no se disponía de informaciones sobre los efectivos y la disposición de las fuerzas enemigas.
El 24 de mayo se libró la sangrienta Batalla de Tuyutí en la que los paraguayos sufrieron 15000 bajas y los aliados 5000.
Los atacantes no fueron perseguidos y pudieron llegar ordenadamente a Humaitá. Pese a la derrota de las fuerzas enemigas, ante el número de bajas propias y desconociendo la situación de los paraguayos el mando aliado se negó a avanzar lo que representó un error estratégico de magnitud ya que Francisco Solano López era totalmente incapaz en esos momentos de contener cualquier ataque.

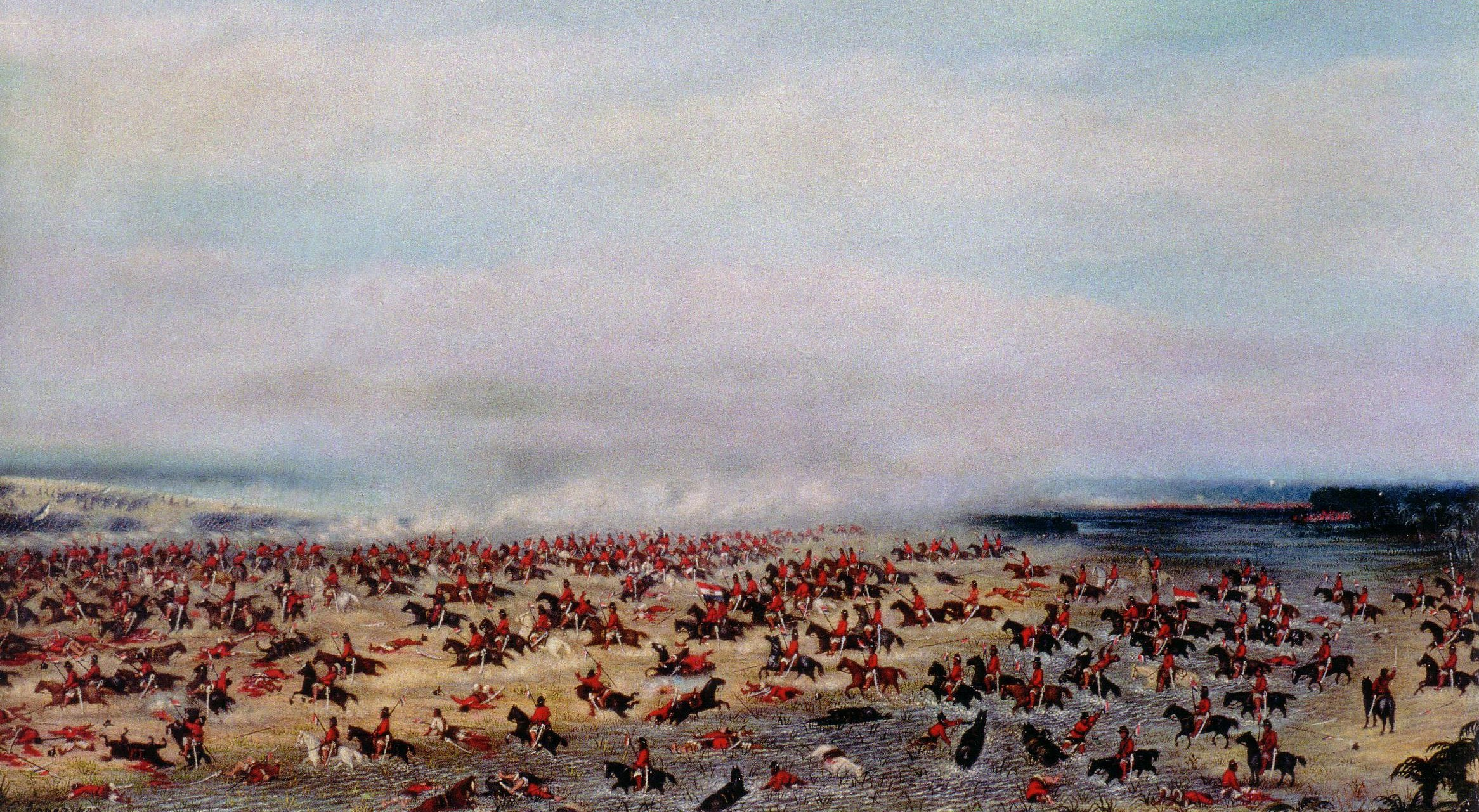
Batalla de Tuyutí: Pintura de Cándido López

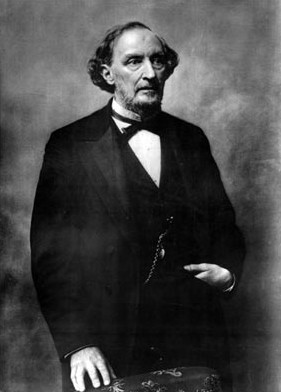
Bartolomé Mitre

El Imperio del Brasil enviaba al teatro de operaciones un nuevo ejército de 12000 hombres al mando de Manuel Marques de Sousa, conde de Porto Alegre, y Mitre decidió utilizarlo para abrir un nuevo frente a través de Encarnación, lo que distraería tropas de Humaitá y protegería el flanco derecho aliado al norte de Tuyutí.
Pese a que en consejo de guerra del 30 de mayo se aprobó tal tesitura, a espaldas de su comandante Porto Alegre y el almirante Joaquim Marques Lisboa, marqués de Tamandaré, se quejaron ante Ângelo Moniz da Silva Ferraz, ministro de guerra del gabinete de Pedro de Araújo Lima, marqués de Olinda, afirmando que el plan era impractible. Aducían que las canoas y lanchas paraguayas bloqueaban el canal del río en ese punto, que la flota de Tamandaré no podía ayudar ya que las cascadas cercanas a la isla Apipé en ese entonces solo permitían el paso de embarcaciones de escaso calado y que aún de conseguirlo debían atravesar 300 km de territorio desconocido y temían no encontrar suficiente alimento antes de llegar a Villarrica por lo que deberían ir construyendo depósitos a retaguardia a medida que avanzaran y carecían de lo necesario para hacerlo.
Pese a que aún observadores extranjeros como el embajador británico Edward Thornton restaban entidad real al planteo de los oficiales brasileños, sobre cuya marina pesaba una abierta y generalizada acusación de cobardía, Mitre resolvió dejar pasar lo sucedido en bien de la alianza y abandonó la idea del tercer frente, ordenando a Porto Alegre avanzar por la orilla izquierda del río Paraná hasta Paso de la Patria, y recién entonces cruzar para unirse a la fuerza principal, pese a lo cual la división imperial avanzó tan lentamente que para finales de junio apenas había llegado a Itatí, todavía a 20 leguas del frente.
Sin embargo, la operación puso en alerta a López quien decidió forzar la lucha antes que la nueva división fortaleciera el frente enemigo o lanzara un ataque desde una dirección alternativa.

## El combate

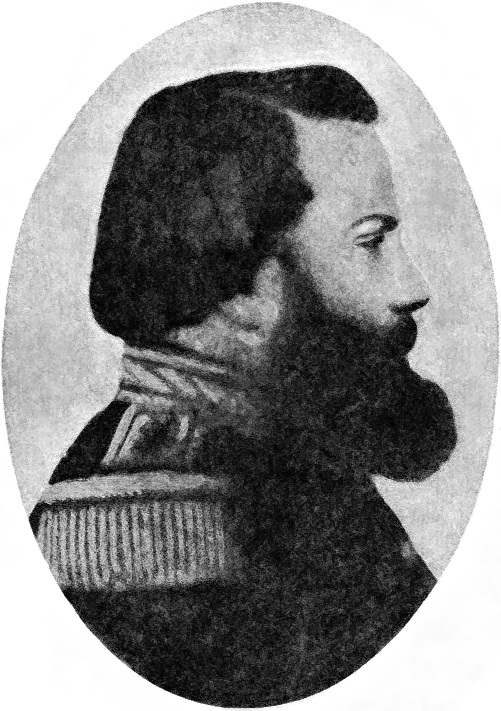
Francisco Solano López.

A fines de junio de 1866 López había remontado nuevamente su ejército a un total de 20 000 hombres, pero apelando en gran parte a la leva: Adultos sin experiencia militar, hombres jóvenes, esclavos libertos y heridos dados de alta fueron llamados a las armas para reponer las bajas luego de la sangrienta Batalla de Tuyutí y distribuidos estratégicamente alrededor del teatro de operaciones en Humaitá. 

López, después del 24 [de mayo], se preocupó asiduamente de la reorganización del ejército. De los restos de los cuerpos que entraron en acción aquel día, de los heridos que sanaron y de las gentes traídas de la Capital, de Cerro León, de la Encarnación y del Paso del Tebicuary, formó 8 batallones de infanteria y 4 regimientos de caballería. Además, hizo venir de las estancias del Estado y establecimientos particulares 6 mil esclavos que los distribuyó en los diferentes cuerpos para reemplazar las bajas. Los que bajaron de las estancias de su propiedad y de las de su familia, estuvieron algún tiempo acampados cerca del Cuartel general; pero muy luego acabaron de enfermarse por el cambio de agua y de alimentación (...).
 Juan Crisóstomo Centurión, Memorias o reminiscencias históricas sobre la guerra del Paraguay

Pese a la gravedad de la situación, «tenía la convicción de derrotar a los aliados y se decidió a provocarlos». A ese efecto, López creía haber encontrado un punto débil en la derecha aliada cerca del amplio palmar llamado Yataity Corá. 
En vanguardia frente al palmar, el llamado Paso Leguizamón, paso de los esteros que comunicaba con el campamento aliado, era custodiado por una reducida guardia de milicias de la Guardia Nacional argentina, dos compañías del batallón Libertad de Catamarca (3.ª División del I Cuerpo del Ejército Argentino) al mando del mayor Maximino Matoso, sin experiencia de combate y recientemente arribadas de esa provincia argentina, contando solo con reducido apoyo de caballería.

### Primer combate, 10 de julio de 1866

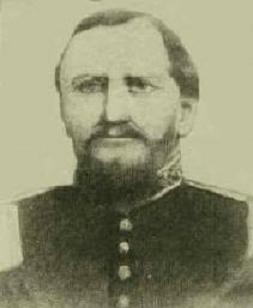
Elizardo Aquino (1866)

El 10 de julio López envió dos batallones de sus tropas de infantería, el N.º 8 (capitán Casimiro Báez) y el N.º 30 (mayor Cándido Mora), al mando superior del coronel Elizardo Aquino en un ataque falso de provocación para foguearlas y mantener en alerta al resto.
A las 15 Maximino Matoso observó el avance enemigo en dos columnas y cursó parte del inminente ataque al jefe de la 1.º División del I Cuerpo, coronel Ignacio Rivas.
El ataque se inició de inmediato, pero Rivas se puso en persona al frente de las restantes dos compañías del batallón Catamarca y se incorporó rápidamente al frente, consiguiendo sostener la posición mientras ordenaba al mayor Desiderio Sosa que fuese a reforzarlo con el 1.º batallón Corrientes de Guardias Nacionales (también de la 3.ª División).
Los paraguayos cerraron filas y dispararon sus cohetes Congreve desde corta distancia. Seiscientos soldados paraguayos del batallón 8 al mando del comandante Báez cargaron y se trabó el combate mientras el batallón N.º 30 apareció flanqueando al Catamarca.
Cuando el asalto parecía haber tenido éxito en cortar a las unidades aliadas se sumó al combate el batallón Corrientes. Los cohetes incendiaron el pastizal lo que provocó tanto humo que no permitió a los paraguayos detectar la aproximación desde el sur de la reserva argentina hasta que esta abrió fuego sobre las tropas paraguayas obligándolas a replegarse escaramuceando hasta una corta distancia. Hasta ese momento las bajas habían sido escasas en ambos bandos.
Rechazado así el ataque, el Corrientes quedó ocupando la posición al norte del Paso Leguizamón y Sosa quedó al mando relevando a Matoso.

### Segundo combate, 11 de julio de 1866

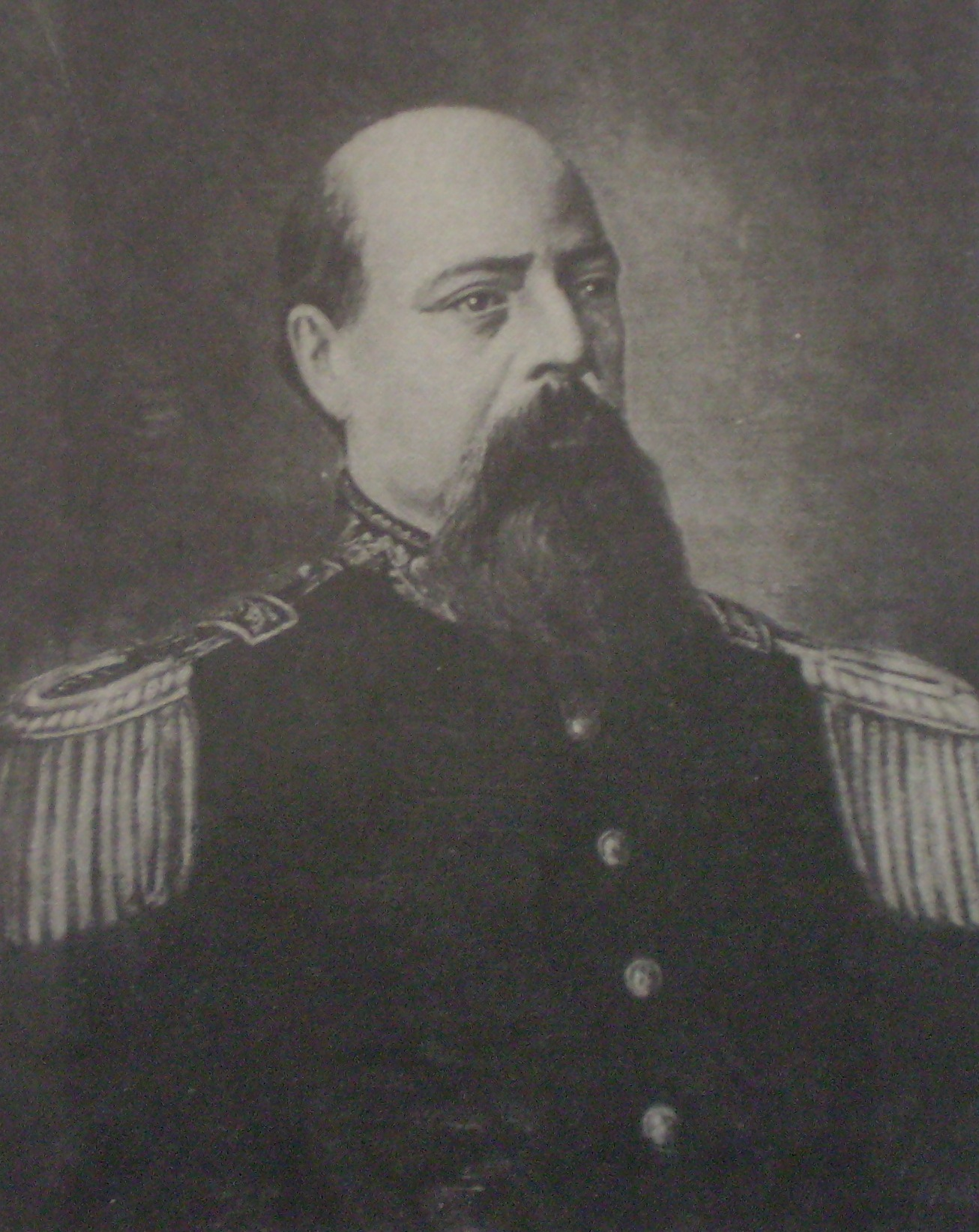
Ignacio Rivas

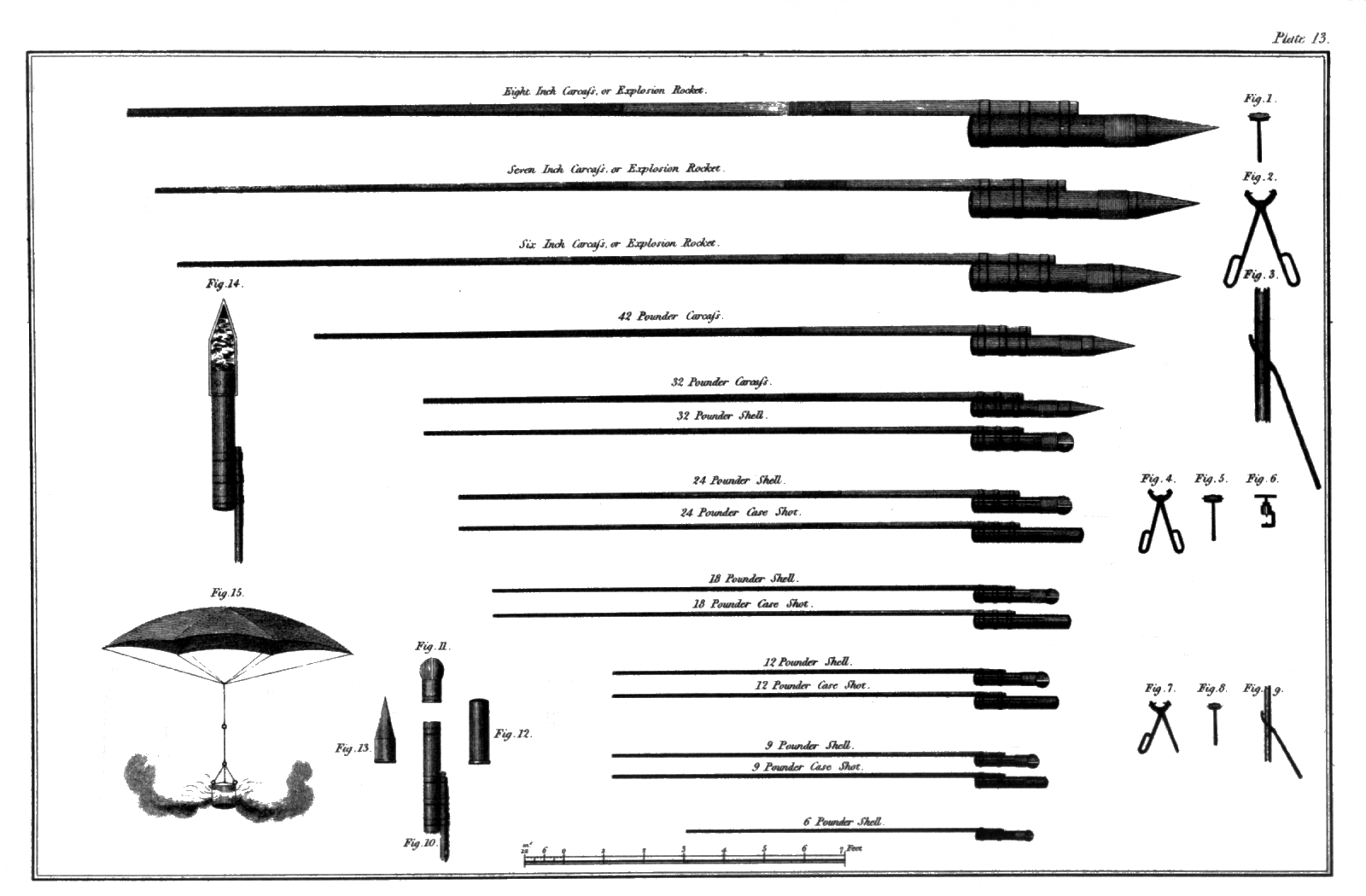
Modelos de cohetes Congreve de 1814

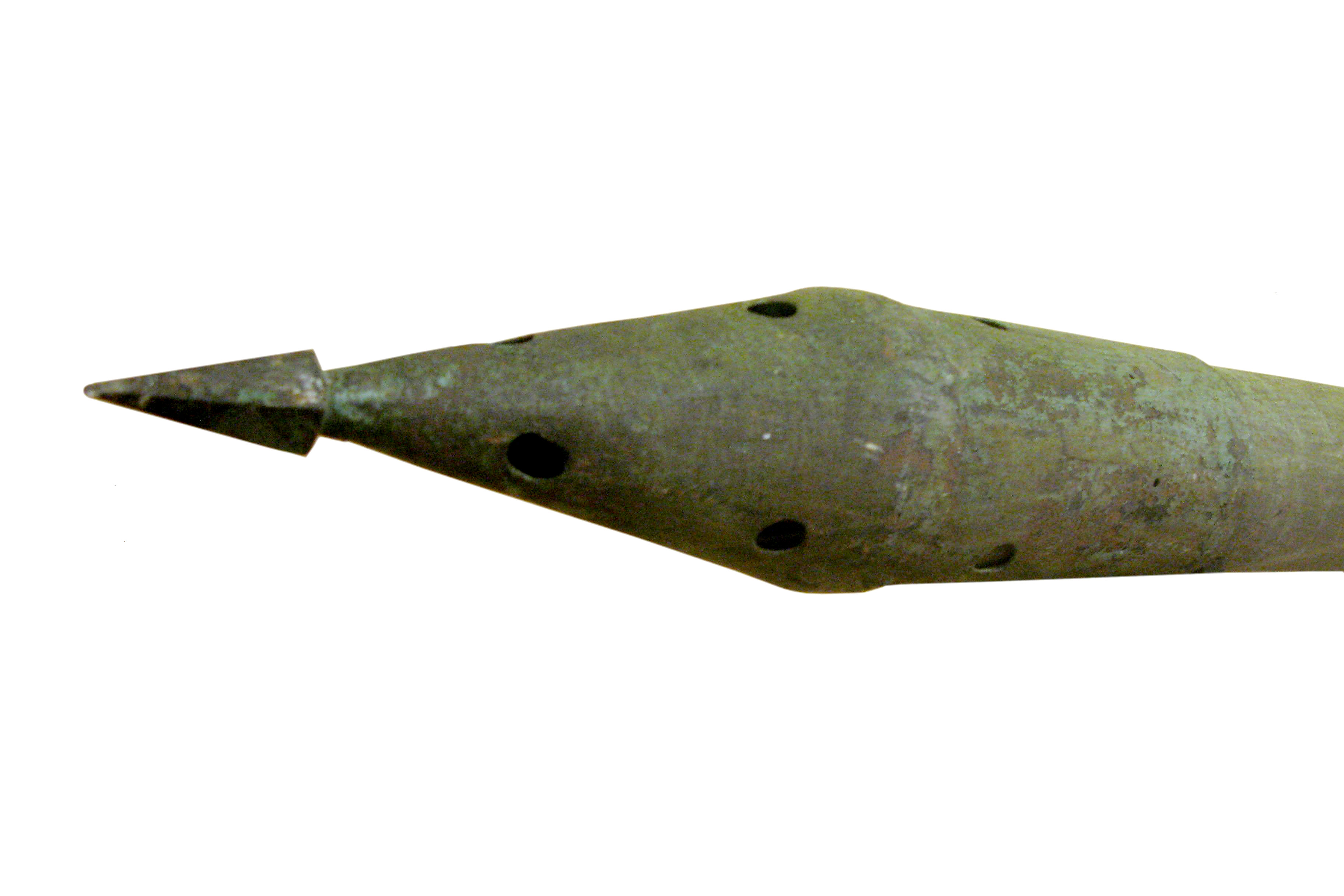
Cohete Congreve (Guerras napoleónicas)

Dado que sus tropas no habían sido perseguidas, habiendo sufrido pocas bajas y sin evidencia de que los argentinos hubieran reforzado la posición, López decidió lanzar un ataque a mayor escala al día siguiente, esta vez a cargo del general José Eduvigis Díaz, oficial «de gran y justificado predicamento en el ejército paraguayo y de la mayor confianza y cariño de su omnipotente conductor».
Díaz llevaba como segundo al coronel Elizardo Aquino y comandaba cuatro fuertes batallones de infantería (al 8.º y al 30.° se sumaban el 13.º al mando del teniente Matías Villalba y el 20.º al mando del capitán José Elizalde) y un regimiento de caballería (el 10, al mando del mayor Mendoza) y dos coheteras Congreve de 68 libras (al mando del alférez Hilario Amarilla), 2500 hombres en total.
En la tarde del 11 de julio, tras un bombardeo generalizado sobre las líneas aliadas con cohetes de 68 libras, los paraguayos avanzaron nuevamente. Al mando del general Díaz la infantería cargó sobre Paso Leguizamón mientras la caballería trataba de rodear el flanco derecho del Corrientes que retrocedió combatiendo bajo el fuego de fusilería y de los cohetes enemigos pero sin romper su formación, seguido lentamente por los paraguayos.
Mientras la columna paraguaya se asentaba en la isleta de Yatayti Corá y presionaba al Corrientes, Rivas movilizó parte de la 1.ª brigada de la 2.ª división del I Cuerpo, compuesta del Batallón 1.º de infantería de línea (teniente coronel Manuel Roseti) y el Batallón de Guardia Nacional San Nicolás (teniente coronel Juan Carlos Boerr), considerado por disciplina y experiencia como una unidad veterana más.
El 1.º de línea que formaba en columna a 500 metros a retaguardia del Corrientes avanzó hasta ocupar una pequeña meseta en el abierto tras el Paso Leguizamón para cubrir el repliegue y quedó adelantado recibiendo el choque principal del enemigo. Desplegado en batalla rompió el fuego sobre la infantería paraguaya, que tras hacer alto y reorganizarse atacó apoyada por el regimiento de caballería ante lo que los argentinos formaron en cuadro y presentaron férrea resistencia.
Los cohetes paraguayos disparados a corta distancia hicieron blanco sobre las filas veteranas causándole numerosas bajas, entre ellas la de su segundo sargento mayor Fernando Echegaray (o Etchegaray), comandante de la 1.ª Compañía, quien para cubrir a sus hombres tomó por el ástil un proyectil para arrojarlo lejos, momento en que estalló. 
Cayó más de la tercera parte de la cuarta cara del cuadro que se encontraba al mando del capitán Adolfo Morel (o Mores), quien recibió una seria contusión, y las explosiones incendiaron en varios puntos los altos pajonales que circundaban su posición.
El batallón permaneció firme pero los paraguayos se encontraban ya a 60 o 70 pasos de tres de las caras del cuadro (estaba por ser rodeado) y tenía alrededor de un 23 % de bajas, con un alto porcentaje entre oficiales y suboficiales.
Empeorando aún su situación, en medio del fragor del combate el viento del norte trajo del Chaco una tormenta de arena.
Si bien la artillería argentina (baterías del Regimiento 1.º de Artillería a caballo, coronel Julio de Vedia) estaba lista esta vez para entrar en combate, era poco efectiva al tener a sus propias tropas interponiéndose al enemigo.
Rivas ordenó finalmente a Roseti que retrocediera para que pudiese operar la artillería propia y para que el San Nicolás lo protegiese. El batallón de guardia nacional se había situado algo detrás en diagonal sobre el borde del estero. 
El 1.º retrocedió seguido de cerca de los paraguayos que ultimaban a los heridos tendidos en tierra. 
Al ver como mataban a bayonetazos al sargento 2.º José María Abrego, que había quedado en el campo con una pierna fracturada por una bala, y al grito del capitán Adolfo Morel de -«¡Media vuelta, a la bayoneta, no den cuartel!», las tropas del 1.º cargaron en desorden a bayoneta calada sobre los paraguayos que despojaban de sus prendas y armas a los caídos y los destrozaron. Rivas impuso su autoridad y el repliegue continuó hasta unirse al San Nicolás y al Corrientes.
El 1.º de Línea había sufrido fuertes bajas. Además de Echegaray habían muerto el teniente 1.º de la 3.ª Compañía Miguel Bereciarte -o Berescarte-, el subteniente Nicanor Rodríguez de la compañía de Cazadores y el subteniente José María Caraza de la 1.ª Compañía, 3 sargentos, un cabo y 9 soldados. Estaban heridos con distinto grado de gravedad el teniente 1.º de la 4.ª Félix Benavídez, 2 subtenientes, 4 sargentos, 6 cabos, 26 soldados y un tambor, y contusos los capitanes Ruperto Fuentes y Adolfo Morel, un sargento, un cabo y tres soldados., otros 4 heridos, y 54 soldados muertos de un total de 246 hombres de tropa y 16 oficiales.
Ahora los tres batallones invirtieron la situación avanzando sobre el enemigo que a su vez era batido por los cañones del teniente coronel Federico Mitre y mayor Joaquín Viejobueno y a las 19, al caer la tarde, cesó el enfrentamiento con la retirada paraguaya dejando incendiado el pastizal por los cohetes a la Congreve. La posición de Yataytí Cora permaneció en manos argentinas.

### Tercer combate, 11 de julio de 1866

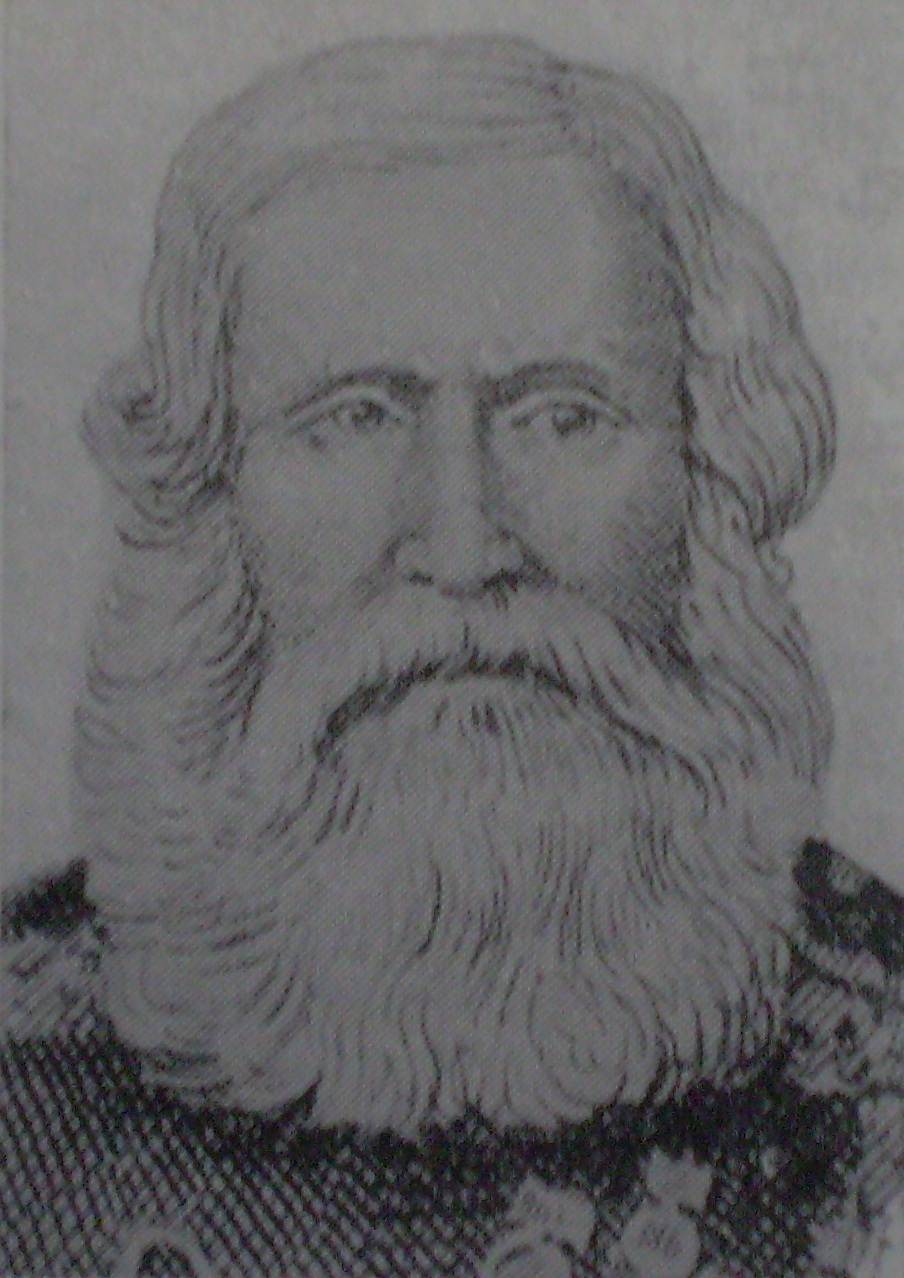
Wenceslao Paunero

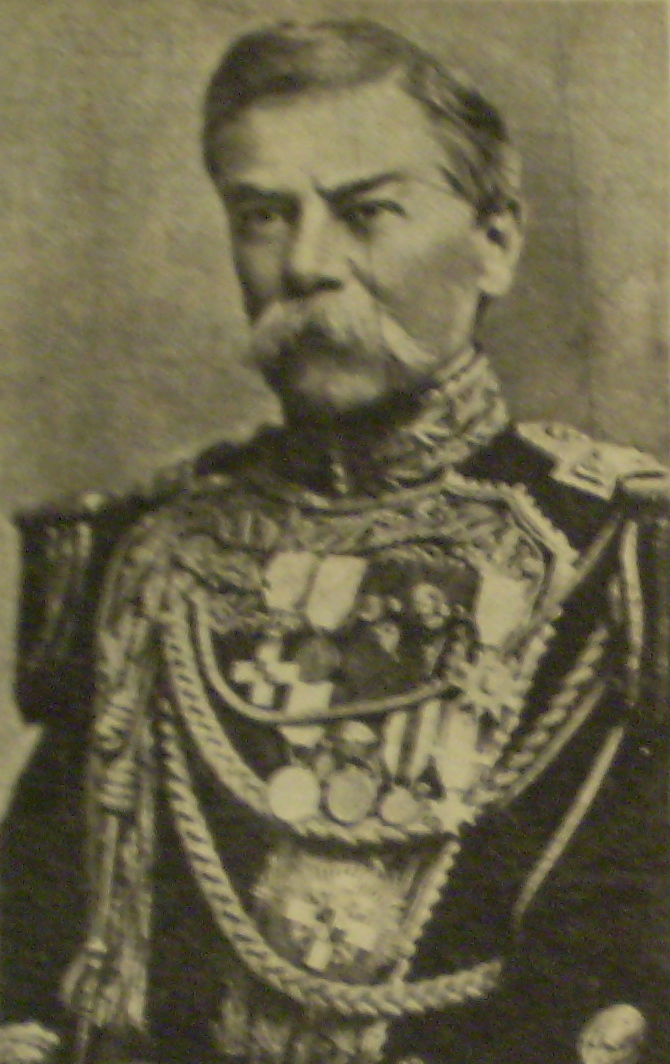
Luis María Campos

Aquino movilizó sus reservas ante lo que el comandante del I Cuerpo general Wenceslao Paunero recibió órdenes directas de Bartolomé Mitre de lanzar un contraataque.
Paunero tenía poca confianza en esa orden ya que sus hombres estaban cansados y no podían ver nada a través del humo, la arena y la creciente oscuridad pero acató e hizo avanzar a las brigadas 3.ª (Batallón 4.º y 6.º de Línea) y 4.ª (1.° Legión Voluntarios y Cazadores de la Rioja) que componían la 2.ª división al mando del coronel José Miguel Arredondo.
La lucha devino en un caos ya que los soldados de ambos bandos disparaban a ciegas hacia el enemigo hiriendo en muchos casos a sus propios compañeros. Los paraguayos lanzaron sobre la línea argentina una carga de artillería pero fueron finalmente repelidos.
Habiendo Aquino ordenado la retirada ante el avance de la 2.ª división argentina, tras tomar algunos prisioneros heridos y unos cincuenta fusiles, Paunero retrocedió a su vez recelando que el humo pudiera encubrir una sorpresa del enemigo.
Mitre llegó inmediatamente después con los dos batallones de infantería restantes de la 1.ª División, Batallón 3 de línea al mando del teniente coronel Felipe Aldecoa y Legión Militar comandado por el sargento mayor Agustín Valerga y tomó el campo en disputa pero reorganizadas sus fuerzas Aquino renovó con todas sus fuerzas el ataque sobre Yataytí Corá mientras la caballería cayó sobre el flanco derecho de los dos batallones argentinos que se mantuvieron en sus puestos. Díaz hizo llover cohetes que causaron muchos estragos. en la posición argentina, una de las cuales explotó a pocos metros del presidente y otra por poco mató al general Flores, que había cabalgado desde el centro del dispositivo aliado para observar la acción.
La violenta fusilería causó heridas mortales a los comandantes Aldecoa y Valerga.
En ese momento el coronel Rivas trajo cinco batallones desde la retaguardia lo que finalmente dio la ventaja a los aliados. 
Sucesivamente entraron en combate relevando al 3.º y a la Legión que prácticamente habían agotado su munición los batallones de la 2.ª División 4.º y 6.º de línea (Luis María Campos), luego volvió al combate los restos del 1.º de línea y la 1.° Legión de Voluntarios (2.ª División), seguidos de otros batallones como reserva: los batallones de Guardias Nacionales San Nicolás de los Arroyos y Correntino, el 5.º de línea, la 4.ª división al mando de Antonio Susini compuesta del batallón de Guardias Nacionales Riojano (Gaspar Campos) y Santafecino y el 2.º de Voluntarios que aunque no abrieron fuego por hallarse ya muy entrada la noche estuvieron al alcance de los disparos enemigos.
La acción se generalizó e hizo encarnizada pero pronto se decidió no tardó en decidirse a favor de los argentinos.
Si bien las fuertas directamente enfrentadas eran en todo momento similares, con 11 batallones movilizados los argentinos estaban ahora en condiciones de continuar relevando sin cesar a las unidades comprometidas en combate mientras que las paraguayas carecían de reservas, sus 4 batallones tenían bajas superiores al tercio de sus fuerzas y se hallaban dos millas adelantadas de sus líneas, por lo que a las 21 Díaz dio la orden de retirada y los paraguayos se retiraron al otro lado del estero «huyendo en gran desorden-escribió Mitre- tirando una parte de sus armas, abandonando muertos y heridos y precipitándose al estero, en cuyos pajonales y gracias a las sombras de la noche pudieron salvarse». Cuando cesó el encarnizado combate la mayor parte del campo estaba ardiendo.

## Consecuencias
Según el parte del día 12 de julio las bajas argentinas fueron de 257 hombres (31 muertos, 175 heridos, 51 contusos). Por cuerpo:

| Unidad   | Unidad                   | Bajas     | Bajas   | Bajas   | Bajas     | Bajas   | Bajas     | Bajas    |
| División | Cuerpo                   | Muertos   | Muertos | Muertos | Heridos   | Heridos | Contusos  | Contusos |
| División | Cuerpo                   | Oficiales | Tropa   | Jefes   | Oficiales | Tropa   | Oficiales | Tropa    |
| -------- | ------------------------ | --------- | ------- | ------- | --------- | ------- | --------- | -------- |
| 1.ª      | Batallón 1.º de Línea    | 4         | 13      | 0       | 3         | 37      | 2         | 5        |
| 1.ª      | Batallón GN San Nicolás  | 0         | 1       | 0       | 0         | 16      | 2         | 12       |
| 1.ª      | Batallón 3.º de Línea    | 0         | 2       | 0       | 4         | 22      | 0         | 0        |
| 1.ª      | Legión Militar           | 0         | 0       | 1       | 2         | 31      | 0         | 0        |
| 2.ª      | Batallón 4.º de Línea    | 0         | 3       | 0       | 0         | 10      | 2         | 1        |
| 2.ª      | Batallón 6.º de Línea    | 0         | 2       | 0       | 0         | 4       | 0         | 2        |
| 2.ª      | 1.° Legión Voluntarios   | 0         | 2       | 0       | 0         | 3       | 1         | 1        |
| 2.ª      | GN Cazadores de la Rioja | 0         | 0       | 0       | 0         | 4       | 1         | 3        |
| 3.ª      | Cazadores Correntino     | 0         | 3       | 0       | 1         | 31      | 0         | 14       |
| 3.ª      | GN Libertad de Catamarca | 0         | 0       | 0       | 0         | 6       | 0         | 4        |
| 4.ª      | GN Santa Fe              | 0         | 0       | 0       | 0         | 1       | 0         | 1        |
| Totales  | Totales                  | 4         | 26      | 1       | 10        | 165     | 8         | 43       |

En su parte del día 13 al coronel José Olegario Gordillo, jefe de Estado Mayor del I Cuerpo, el doctor Manuel de Biedma informaba que «A consecuencia del combate del 11 del que rije han sido atendidos en el Hospital Central á mi cargo ciento veinte y nueve heridos repartidos del modo siguiente: nueve oficiales Argentinos, ciento ocho de tropa y doce prisioneros Paraguayos; de este número han muerto un oficial y diez y seis de tropa Argentinos y cinco Paraguayos».
Otras fuentes dan cifras dispares: desde algunas similares a la indicada por el parte, 258 y 205 (excluyendo contusos), 300 entre muertos y heridos o 320 hasta los 500 calculados por el coronel al servicio de Paraguay George Thompson.
En cuanto a las bajas paraguayas fueron según las fuentes entre 400 entre muertos y heridos y 600. Entre los muertos se contaba Casimiro Báez, comandante del batallón N.º 8, y entre los heridos el mayor Godoy.
Según el parte preliminar de Paunero, en el combate del día 11 «en lo más avanzado de la línea que él [enemigo] ocupaba han sido contados esta mañana ciento diez de sus cadáveres, lo cual hace suponer que el número de bajas que ha sufrido llegan á unos doscientos muertos y á más de cuatrocientos heridos. Estos lograron escapar tras el estero y el monte que teníamos á nuestro frente y á favor de las sombras de la noche. Los trofeos que en estos dos combates ha obtenido el primer Cuerpo del Ejército Argentino son ciento sesenta y cinco fusiles, dos cajas de guerra y treinta prisioneros heridos casi todos».
No fueron más pese a la cercanía de los luchadores porque el humo de quemazones durante el día y la oscuridad y el estar emboscados los paraguayos entre los árboles impidieron una buena visión a los combatientes.
Como de costumbre ambos bandos se atribuyeron la victoria.
En Paraguay fue celebrada y por su parte el presidente argentino y comandante en jefe aliado Mitre participó al doctor Marcos Paz al día siguiente «En el espacio de 24 horas la vanguardia del ejército Argentino ha tenido tres combates con las fuerzas paraguayas, obteniendo la victoria en las tres ocasiones».
Pero los argentinos quedaron dueños del campo y fue, al decir de oficiales paraguayos, «otro de los casos en que López se debilitó en pequeños combates que no le ofrecían ventaja alguna». 
En efecto, el mariscal Francisco Solano López había puesto de manifiesto una vez más su estrategia de destacar contra un ejército superior con efectivos reducidos y a gran distancia de sus líneas, que si bien ponían de manifiesto su gran valentía y disciplina solo lograban derrotas que debilitaban al Ejército Paraguayo. Ese valor no era más que un atributo de su comandante ya que López no exponía nunca su persona a los peligros de la lucha,aunque tampoco los comandantes aliados lo hacían incluyendo a los Jefes de Estado de Argentina y el del Estado Oriental. Precisaba el teniente coronel Thompson: «Poseía una clase peculiar de valor; cuando se hallaba fuera de tiro, aunque estuviera cercado por el enemigo, conservaba siempre el buen humor, pero no podía aguantar el silbido de una bala».
Sin embargo esto a su vez contradice al Coronel Juan Crisóstomo Centurión,de los mayores cronistas paraguayos de la guerra que afirma: «Delante de López estallaban las balas, morían soldados y telegrafistas que se encontraban a su lado y él permanecía impávido, sin pestañear, dando las indicaciones y órdenes durante la batalla».

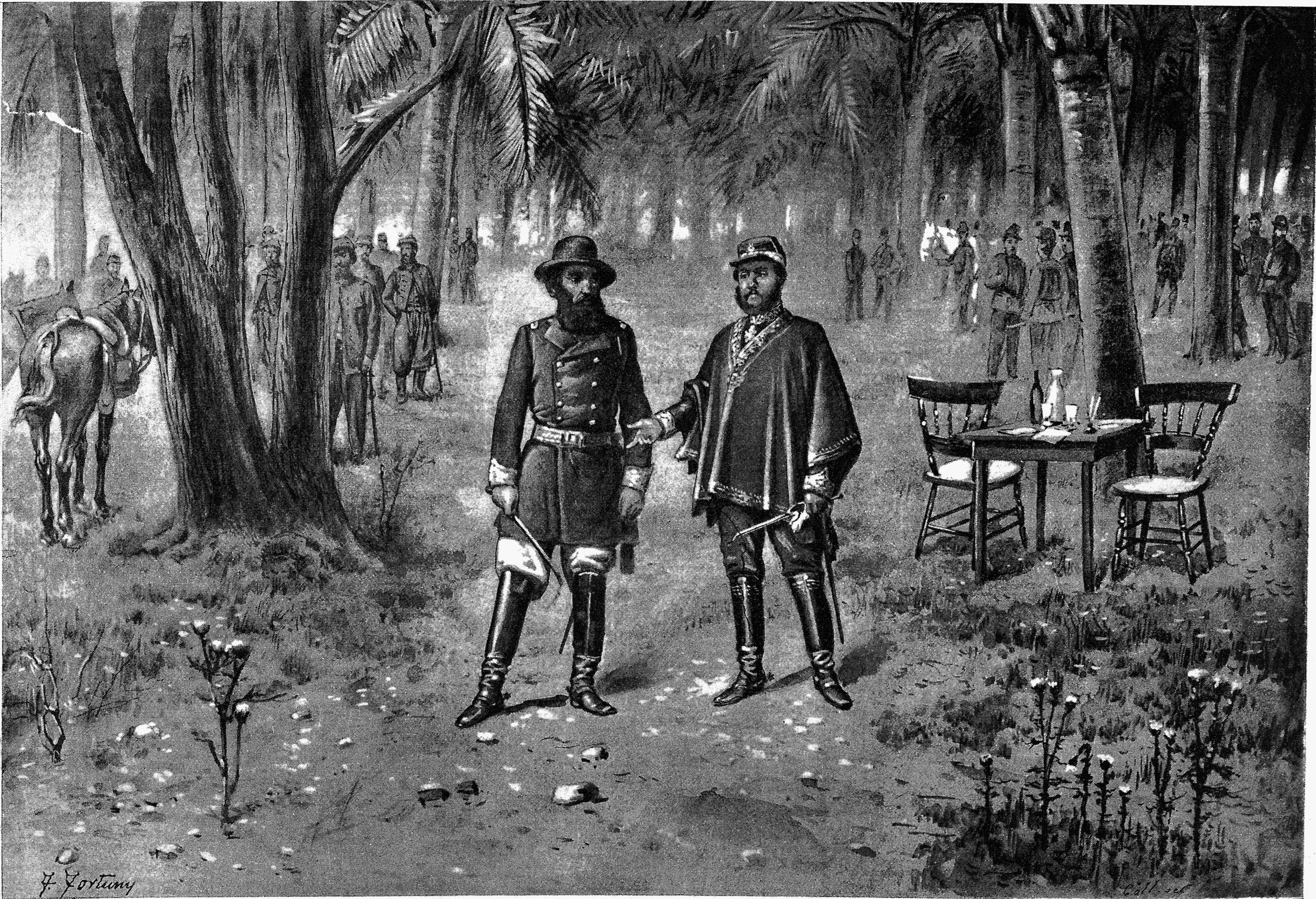
La entrevista de Yatayti-Corá, el 11 de septiembre de 1866.

Por otra parte, si la acción decidida por López fue un esfuerzo para tentar a los aliados a realizar un ataque generalizado sobre las fuertes líneas paraguayas al norte de Estero Bellaco, con seguridad fue un fracaso ya que Mitre siguió determinado a no hacerlo.
El desempeño de las tropas argentinas, especialmente las veteranas de líneas (1.º) y de la Guardia Nacional (San Nicolás) fue encomiable. El coronel uruguayo León de Palleja asentó en una de sus últimas correspondencias a Montevideo «La infantería argentina ha correspondido a la reputación de disciplinada y valiente que todos reconocen en ella; no adentro de trincheras apoyada de cañones y de caballería, sino con su solo propio esfuerzo. Los coroneles Rivas y Arredondo se han portado como siempre, valientes entre los valientes».
Tiempo después declararía por su parte el coronel paraguayo Juan Crisóstomo Centurión «Las tropas argentinas ¿quien lo duda? valen mucho; su intrepidez y valentía las tienen acreditadas en mil combates».
Pocos días después de Yataytí Corá se produciría un nuevo combate, el de Boquerón. Tras este enfrentamiento y siendo ya evidente el curso desfavorable de la guerra, López convocó a Mitre a una entrevista en Yataytí Corá pero en el encuentro realizado el 12 de septiembre de 1866 no se llegó a ningún acuerdo.